# Северочахарский инцидент
Северочахарский инцидент — конфликт между Китаем и Японией в июне 1935 года, приведший к соглашению о демилитаризации провинции Чахар.
В июне 1935 года четыре японских солдата по пути в Калган и Бэйпин оказались на территории уезда Чжанбэй (теперь входит в состав городского округа Чжанцзякоу провинции Хэбэй). Они были задержаны, так как у них отстуствовало разрешение на поездку от Правительства провинции Чахар. Солдаты были доставлены в штаб китайской дивизии, командир которой запросил инструкции у командования китайской 29-й армии. Командующий армией приказал отпустить солдат и разрешить им продолжить путь, предупредив о необходимости получения разрешения.
Японский консул в Калгане заявил протест генералу Цинь Дэчуню (заместителю командующего 29-й армией), заявив, что китайские солдаты обыскали японцев, нацеливали на них винтовки, и заставили их потратить несколько часов на пребывание в штабе китайской дивизии, и что всё это наносит оскорбление Императорской армии Японии. Затем консул сообщил о случившемся в Квантунскую армию, заявив, что всё это очень серьёзно и превышает пределы его полномочий. Командующий Квантунской армией генерал Дзиро Минами отправил Кэндзи Доихару для переговоров с генералом Цинем. Результатом явилось Соглашение Циня — Доихары.